# Eparchie charbinská
Eparchie Charbin je eparchie čínské pravoslavné církve.

## Historie
Od roku 1898 kdy byla zřízena první farnost v Charbinu bylo Mandžusko přiřazeno k Ruské duchovní misii v Pekingu. Roku 1907 byly farnosti Čínské východní dráhy včleněny do jurisdikce vladivostocké eparchie.
Dne 29. března 1922 byla Nejvyšší církevní správou Ruské pravoslavné církve v zahraničí zřízena eparchie charbinská. Vládnoucí biskup získal titul charbinský a cicikarský. Eparchie byla nezávislá na Ruské duchovní misii v Pekingu a spadala přímo pod Archijerejský synod Ruské pravoslavné církve v zahraničí. Dne 15. srpna 1922 získal biskup titul charbinský a mandžuský.
Po převedení Čínské východní dráhy pod kontrolu sovětsko-čínské správy se situace eparchie zhoršila v důsledku aktivní ateistické propagandy prováděné sovětskou správou.
Ve 20. letech se nacházelo v eparchii asi 500 000 Rusů a asi 100 000 Číňanů.
Roku 1932 obsadila Mandžusko japonská armáda. Území bylo přeměněno na stát Mandžukuo. Rusové vítali okupační japonské jednotky jako osvoboditele. Politika Japonců byla však jiná, brzy byly všechny ruské instituce v Mandžusku uzavřeny. Sovětský svaz byl roku 1935 nucen prodat Čínskou východní dráhu za symbolickou cenu. Postupně se japonské úřady začaly vměšovat do církevních záležitostí. V červenci 1937 japonská vojska dobyla Peking, Tchien-ťin a Šanghaj. V roce 1940 byl zatčen vedoucí Ruské duchovní misie v Pekingu arcibiskup Viktor (Svjatin), který byl nucen převést všechny chrámy v Severním Mandžusku do charbinské eparchie, neboť podle Japonců neměl právo je spravovat z území jiného státu.
Od května 1941 byly součástí eparchie cicikarský a hailarský vikariát.
Roku 1943 začali japonské úřady požadovat aby všichni občané Mandžuska uctívali nejvyšší bohyni panteonu Amaterasu. Ti kteří odmítli uctívání bohyně byli pronásledováni. Pravoslavným biskupům se po dlouhých potížích a boji podařilo získat povolení ke zrušení uctívání šintoistických božstev pro Rusy.
V červenci 1945 bylo na archijerejské radě rozhodnuto o žádosti převedení eparchie pod Moskevský patriarchát.
Po porážce Japonska ve druhé světové válce obsadil Mandžusko Sovětský svaz.
Dne 24. října 1945 přijel do Charbinu biskup rostovský a taganrogský Jelevferij (Voroncov) a jerej Grigorij Razumovskij. Jejich cílem bylo sjednotit hierarchy kteří padli do schizmatu. Dne 27. prosince 1945 byla eparchie přijata pod Moskevský patriarchát. V rámci Číny a Koreji byl vytvořen jediný metropolitní okruh jehož správce získal titul metropolita charbinský a východoasijský.
Dne 11. června 1946 byl metropolitní okruh přeměněn na Východoasijský exarchát. Exarchou se stal Nestor (Anisimov).
Roku 1948 byl zatčen metropolita Nestor a správu eparchie převzal biskup Nikandr (Viktorov), který byl roku 1950 jmenován charbinským biskupem. V období jeho správy eparchie rychle ubývalo ruského obyvatelstva, které v této zemi tvořilo většinu věřících. Roku 1956 biskup Nikandr odešel zpět do Ruska a tím se více zvýšil odchod Rusů.
Roku 1957 byl Čínské pravoslavné církvi udělena autonomie a charbinská eparchie se stala součástí této struktury. Charbinská eparchie neměla svého biskupa a proto byl požádán biskup pekingský Vasilij (Šuan), aby převzal správu eparchie což odmítl z důvodu zaneprázdnění prací ve své eparchii, přesto byl při bohoslužbách připomínán jako eparchiální biskup.
Po návštěvě patriarchy Kirilla v Číně se podařilo zkoordinovat pravidelné návštěvy Charbinu knězem z vladivostocké eparchie. Roku 2014 se zde sloužila bohoslužba u příležitosti Velikonoc a svátku Pokrova přesvaté Bohorodice. O rok později bylo povoleno šest výjezdu kněze.

## Seznam biskupů
- 1922–1931 Mefodij (Gerasimov)
- 1931–1946 Meletij (Zaborovskij)
- 1946–1950 Nestor (Anisimov), od roku 1948 ve vězení
- 1948–1956 Nikandr (Viktorov)
  - 1957–1962 Vasilij (Šuan) dočasný správce
  - 1997–2008 patriarcha Alexij II. dočasný správce
  - od 2008 patriarcha Kirill dočasný správce